# John D. MacDonald
John Dann MacDonald (Sharon, Pensilvania, 24 de julio de 1916 - Milwaukee, Wisconsin 28 de diciembre de 1986) fue un escritor y novelista estadounidense de género negro.
MacDonald fue un prolífico autor de novelas de suspenso y crimen, muchas de ellas ambientadas en Florida, Estados Unidos. Sus obras más reconocidas incluyen la serie del detective Travis McGee y su novela The Executioners, la cual fue adaptada al cine dos veces en las películas tituladas El cabo del miedo (en España) y Cabo de miedo (en Sudamérica) en 1962 y 1991. En 1980 ganó el Premio Nacional del Libro en la categoría de misterio por El hombre verde (The Green Ripper).

## Vida personal
Era hijo de Eugene McDonald y Marguerite Grace. Se casó en 1937 con Dorothy Prentiss, con la que tuvo un hijo, Maynard.
Se graduó en la Universidad de Siracusa (Nueva York), en 1938, y obtuvo una Maestría en Administración de Empresas en 1939, en Harvard. Posteriormente trabajó durante un tiempo en inversiones y seguros.
Durante la Segunda Guerra Mundial sirvió en la Office of Strategic Services (OSS por sus siglas en inglés), precursora de la C.I.A.. Estuvo destinado mayoritariamente en India y Asia, y logró el grado de Teniente coronel.
Tras volver de la guerra empezó a escribir, al principio relatos cortos para revistas pulp, hasta que en 1950 publicó su primera novela.
Falleció en Milwaukee (Wisconsin) en 1986, a consecuencia de unas complicaciones surgidas tras una operación cardiaca.

## Obra y crítica
Se calcula que publicó unos 500 relatos cortos en revistas pulp, de varios géneros y usando diversos seudónimos.
Con su creación más famosa, el detective Travis McGee, fue más allá de la fórmula habitual de sexo y violencia, para incidir en las preocupaciones sociales y morales de su época, a tavés del detective y de su erudito compañero Meyer. Pero también es un hombre atormentado por lo que considera el declive de Estados Unidos en general, y de su querida Florida en particular. En esas procupaciones es donde MacDonald aprovecha para escribir monólogos interiores en los que el presonaje critica aspectos como la comida basura, el exceso comercial o la mala cultura.
La mayoría de los críticos han coincidido en que, a pesar del atractivo del sexo y la violencia, el verdadero placer de una novela de "McGee" reside en el estilo de prosa nítido y contundente de MacDonald. En su estudio del autor, John D. MacDonald, David Geherin lo llamó «un narrador talentoso... Ni tan bizantinas como las de Ross Macdonald ni tan sueltas e inconexas como las de Raymond Chandler, las tramas de MacDonald están bien tejidos y artísticamente construidas. Las secuencias no son innecesariamente complejas ni existen simplemente para oscurecer la identidad del villano hasta el capítulo final. Un maestro en crear y mantener el misterio, el suspenso, la tensión y el drama, MacDonald comprende todos los trucos de la legibilidad».
Para el crítico y escritor Nick B. Williams «de dos cosas puedes estar razonablemente seguro: que una novela de John D. MacDonald está destinada a convertirse en una superventas, y que su protagonista, Travis McGee, sobrevivirá a todas las balas y a todas las mujeres salvajes o astutas, y permanecerá tan en forma como siempre para lo que le suceda a continuación». MacDonald aprovechó esos éxitos de ventas de su creación más famosa para trabajar en otros libros más literarios (como Condominium o Barrier Island), o incluso para escribir ensayos.
El famoso crítico literario Kingsley Amis consideró que: «John D. MacDonald es, en cualquier estándar, mejor escritor que Saul Bellow, sólo que MacDonald escribe novelas de suspense y Bellow es un tipo con corazón humano, así que, ¿adivinen quién se lleva los laureles de la máxima categoría?» 
El crítico Anthony Boucher afirma sobre The Executioners:«¿Qué haces cuando sabes que tu familia está amenazada de destrucción por un sádico y aún no tienes pruebas que puedas ofrecer a la ley? Y, además, ¿respetas demasiado esa ley como para tomar la decisión directa de eliminar la amenaza tú mismo? MacDonald no sólo cuenta con tranquilo realismo una historia poderosa y aterradora; analiza más profundamente que la mayoría de los novelistas de suspense el problema de la justicia pública y privada, incluso si su final evita algunas de las preguntas que ha planteado».

## Obra publicada
| Año  | Título original                                                        | Traducción                      | Publicación                                                  | Notas                      |
| ---- | ---------------------------------------------------------------------- | ------------------------------- | ------------------------------------------------------------ | -------------------------- |
| 1950 | The Brass Cupcake                                                      |                                 |                                                              | Novela negra               |
| 1950 | Final Mission                                                          |                                 |                                                              | Ciencia ficción            |
| 1951 | Ballroom of the Skies                                                  |                                 |                                                              | Ciencia ficción            |
| 1951 | Planet of the Dreamers                                                 | Planeta de soñadores            | Vértice, Barcelona, 1964                                     | Ciencia ficción            |
| 1951 | Murder for the Bride                                                   |                                 |                                                              | Novela negra               |
| 1951 | Judge Me Not                                                           |                                 |                                                              | Novela negra               |
| 1951 | Weep for Me                                                            |                                 |                                                              | Novela negra               |
| 1952 | The Damned                                                             | Los malditos                    | Compañía General Fabril, Buenos Aires, 1959 OCLC 25079986    | Novela negra               |
| 1953 | Dead Low Tide                                                          | Marea trágica                   | Compañía General Fabril, Buenos Aires, 1958 OCLC 24687241    | Novela negra               |
| 1953 | The Neon Jungle                                                        |                                 |                                                              | Novela negra               |
| 1953 | Cancel All Our Vows                                                    |                                 |                                                              | Novela negra               |
| 1954 | All These Condemned                                                    | Todos esos condenados           | Granica, Buenos Aires, 1975 OCLC 906642916                   | Novela negra               |
| 1954 | Area of Suspicion                                                      | Muerte de un ejecutivo          | Caralt Editores, Barcelona, 1976 ISBN 978-84-217-0834-7      | Novela negra               |
| 1954 | Contrary Pleasure                                                      |                                 |                                                              | Novela negra               |
| 1955 | A Bullet for Cinderella                                                | Cindy, un nombre para la muerte | Granica, Buenos Aires, 1973 OCLC 24980364                    | Novela negra               |
| 1956 | Cry Hard, Cry Fast                                                     |                                 |                                                              | Novela negra               |
| 1956 | April Evil                                                             | Maldad en abril                 | Caralt Editores, Barcelona, 1974 ISBN 978-84-217-0824-8      | Novela negra               |
| 1956 | Border Town Girl                                                       |                                 |                                                              | Novela negra               |
| 1956 | Murder in the Wind                                                     |                                 |                                                              | Novela negra               |
| 1956 | You Live Once                                                          |                                 |                                                              | Novela negra               |
| 1957 | Death Trap                                                             |                                 |                                                              | Novela negra               |
| 1957 | The Price of Murder                                                    |                                 |                                                              | Novela negra               |
| 1957 | The Empty Trap                                                         | La trampa vacía                 | Granica, Buenos Aires, 1975 OCLC 760484433                   | Novela negra               |
| 1957 | A Man of Affairs                                                       |                                 |                                                              | Novela negra               |
| 1958 | The Deceivers                                                          |                                 |                                                              | Novela negra               |
| 1958 | Clemmie                                                                |                                 |                                                              | Novela negra               |
| 1958 | The Executioners                                                       | Los verdugos                    | Caralt Editores, Barcelona, 1969 ISBN 978-84-217-0809-5      | Novela negra               |
| 1958 | Soft Touch                                                             |                                 |                                                              | Novela negra               |
| 1959 | Deadly Welcome                                                         |                                 |                                                              | Novela negra               |
| 1959 | The Beach Girls                                                        |                                 |                                                              | Novela negra               |
| 1959 | Please Write for Details                                               |                                 |                                                              | Novela negra               |
| 1959 | The Crossroads                                                         | Cruce de autopistas             | Caralt Editores, Barcelona, 1972 OCLC 4157928                | Novela negra               |
| 1960 | Slam the Big Door                                                      |                                 |                                                              | Novela negra               |
| 1960 | The Only Girl in the Game                                              | La única mujer en el juego      | Emecé, Buenos Aires, 1970 OCLC 930824406                     | Novela negra               |
| 1960 | The End of the Night                                                   | El fin de la noche              | Ediciones B, Barcelona, 1990 ISBN 978-84-406-1342-4          | Novela negra               |
| 1961 | Where is Janice Gantry?                                                |                                 |                                                              | Novela negra               |
| 1961 | One Monday We Killed Them All                                          | Un lunes los matamos a todos    | Caralt Editores, Barcelona, 1975 ISBN 978-84-217-0830-9      | Novela negra               |
| 1961 | The Good Old Stuff                                                     |                                 |                                                              | Relatos                    |
| 1962 | A Key to the Suite                                                     |                                 |                                                              | Novela negra               |
| 1962 | A Flash of Green                                                       |                                 |                                                              | Novela negra               |
| 1962 | The Girl, the Gold Watch and Everything                                |                                 |                                                              | Ciencia ficción            |
| 1963 | I Could Go On Singing                                                  |                                 |                                                              | Novela negra               |
| 1963 | On the Run                                                             |                                 |                                                              | Novela negra               |
| 1963 | The Drowner                                                            |                                 |                                                              | Novela negra               |
| 1964 | The Deep Blue Good-by                                                  | Adiós en azul                   | Libros del Asteroide, Barcelona, 2015 ISBN 978-84-16213-50-4 | Travis McGee-1             |
| 1964 | Nightmare in Pink                                                      | Pesadilla en rosa               | Libros del Asteroide, Barcelona, 2016 ISBN 978-84-16213-93-1 | Travis McGee-2             |
| 1964 | A Purple Place for Dying                                               | La tumba púrpura                | Editorial Bruguera, Barcelona, 1967 OCLC 432561741           | Travis McGee-3             |
| 1964 | The Quick Red Fox                                                      | La zorra roja                   | Bruguera, Barcelona, 1967 OCLC 432561742                     | Travis McGee-4             |
| 1965 | A Deadly Shade of Gold                                                 | La dorada sombra de la muerte   | Bruguera, Barcelona, 1968 ISBN 978-84-02-00914-2             | Travis McGee-5             |
| 1965 | Bright Orange for the Shroud                                           | La mortaja color naranja        | Bruguera, Barcelona, 1968 OCLC 24980394                      | Travis McGee-6             |
| 1965 | The House Guests                                                       |                                 |                                                              | No ficción                 |
| 1966 | Darker than Amber                                                      | Más oscuro que el ámbar         | Bruguera, Barcelona, 1969 OCLC 432561736                     | Travis McGee-7             |
| 1966 | One Fearful Yellow Eye                                                 |                                 |                                                              | Travis McGee-8             |
| 1966 | The Last One Left                                                      | La superviviente                | Plaza & Janés, Barcelona, 1969 OCLC 432561740                | Novela negra               |
| 1966 | End of the Tiger and Other Stories                                     |                                 |                                                              | Relatos                    |
| 1968 | Pale Gray for Guilt                                                    |                                 |                                                              | Travis McGee-9             |
| 1968 | The Girl in the Plain Brown Wrapper                                    |                                 |                                                              | Travis McGee-10            |
| 1968 | No Deadly Drug                                                         |                                 |                                                              | No ficción                 |
| 1969 | Dress Her in Indigo                                                    |                                 |                                                              | Travis McGee-11            |
| 1970 | The Long Lavender Look                                                 |                                 |                                                              | Travis McGee-12            |
| 1971 | A Tan and Sandy Silence                                                |                                 |                                                              | Travis McGee-13            |
| 1971 | S*E*V*E*N                                                              |                                 |                                                              | Relatos                    |
| 1973 | The Scarlet Ruse                                                       |                                 |                                                              | Travis McGee-14            |
| 1973 | The Turquoise Lament                                                   | Lamento turquesa                | Emecé Editores, Buenos Aires, 1977 OCLC 82725413             | Travis McGee-15            |
| 1975 | The Dreadful Lemon Sky                                                 | Cielo trágico                   | Ultramar, Madrid, 1976 ISBN 978-84-7386-057-4                | Travis McGee-16            |
| 1977 | Condominium                                                            | Donde terminan los sueños       | Bruguera, Barcelona, 1978 ISBN 978-84-02-06056-3             | Novela negra               |
| 1978 | The Empty Copper Sea                                                   | El mar desierto                 | Emecé Editores, Buenos Aires, 1981 OCLC 8602447              | Travis McGee-17            |
| 1978 | Other Times, Other Worlds                                              |                                 |                                                              | Relatos de ciencia ficción |
| 1979 | The Green Ripper                                                       | El hombre verde                 | Emecé Editores, Buenos Aires, 1981 OCLC 1428473646           | Travis McGee-18            |
| 1981 | Free Fall in Crimson                                                   | Caída libre                     | Emecé Editores, Buenos Aires, 1982 ISBN 9789500400145        | Travis McGee-19            |
| 1981 | Nothing Can Go Wrong                                                   |                                 |                                                              | No ficción                 |
| 1982 | Cinnamon Skin                                                          | Piel canela                     | Emecé Editores, Buenos Aires, 1983 ISBN 9789500402156        | Travis McGee-20            |
| 1984 | One More Sunday                                                        | Un nuevo domingo                | Vergara Editor, México, 1985 ISBN 9789684970793              | Novela negra               |
| 1984 | More Good Old Stuff                                                    |                                 |                                                              | Relatos                    |
| 1985 | The Lonely Silver Rain                                                 | Lluvia plateada                 | Editorial Laia, Barcelona, 1985 ISBN 9788476681800           | Travis MvGee-21            |
| 1986 | Barrier Island                                                         | La isla Bernard                 | Laia, Barcelona, 1988 ISBN 978-84-7668-213-5                 | Novela negra               |
| 1986 | A Friendship: The Letters of Dan Rowan and John D. MacDonald 1967-1974 |                                 |                                                              | No ficción                 |
| 1987 | Reading for Survival                                                   |                                 |                                                              | No ficción                 |

## Adaptaciones
- La última fuga. 1961. USA Man-Trap. Dirigida por Edmond O'Brien. Protagonizada por Jeffrey Hunter y David Janssen. Basada en la novela Soft Touch.
- El cabo del miedo. 1962. USA. Cape Fear. Dirigida por J. Lee Thompson. Protagonizada por Gregory Peck, Robert Mitchum y Polly Bergen. Basada en la novela The Executioners.
- Alma de acero. 1965. USA. Run for your Life. Dirigida por Richard Benedict. Protagonizada por Ben Gazzara y Nicholas Colasanto. Serie de TV, la novela Cry Hard, Cry Fast fue usada como argumento de algunos episodios.
- Más oscuro que el ámbar. 1970. USA. Darker than Amber. Dirigida por Robert Clouse. Protagonizada por Rod Taylor y Suzy Kendall. Película de TV, basada en la novela de mismo título.
- Linda. 1973. USA. Dirigida por Jack Smight. Protagonizada por Stella Stevens y Ed Nelson. Película para TV, basada en la novela Border Town Girl.
- La comunidad. 1980. USA. Condominium. Dirigida por Sidney Hayers. Protagonizada por Barbara Eden, Dan Haggerty y Steve Forrest. Miniserie de TV basada en la novela de mismo título.
- La chica, el reloj de oro y todo lo demás. 1980. USA. The Girl, the Gold Watch & Everything. Dirigida por William Wiard. Protagonizada por Robert Hays y Pam Dawber. Película para TV, basada en la novela de mismo título.
- El chico del reloj de oro. 1981. USA. The Girl, the Gold Watch & Dynamite. Dirigida por Hy Averback. Protagonizada por Lee Purcell y Philip MacHale. Película para TV, basada en la novela The Girl, the Gold Watch and Everything.
- Travis McGee. 1983. USA. Dirigida por Andrew V. McLaglen. Protagonizada por Sam Elliott y Gene Evans. Película para Tv, basada en la novela The Empty Copper Sea.
- A Flash of Green. 1984. USA. Dirigida por Victor Nuñez. Protagonizada por Ed Harris y Joan MacIntosh. Basada en la novela de mismo título.
- El cabo del miedo. 1991. USA. Cape Fear. Dirigida por Martin Scorsese. Protagonizada por Robert De Niro, Nick Nolte y Jessica Lange. Basada en la novela The Executioners.
- Linda. 1993. USA. Dirigida por Nathaniel Guttman. Protagonizada por Virginia Madsen y Richard Thomas. Película para TV, basada en la novela Border Town Girl.

## Premios y honores
- 1962.- Elegido presidente de la Mystery Writers of America.[6]
- 1964.- Gran premio de la literatura policíaca de Francia a la mejor novela extranjera por la traducción de A Key to the Suite (La tête sur le billot).[7]
- 1971.- Pioneer Medal de la Universidad de Siracusa.[2]
- 1972.- Premio Edgar Grand Master de la Mystery Writers of America a su trayectoria.[8]
- 1978.- Premio Nacional a la Excelencia de la Popular Culture Association.[2]
- 1978.- Doctor honoris causa por la Hobart and William Smith Colleges de Geneva (Nueva York).[2]
- 1980.- Doctor honoris causa por la Universidad del Sur de Florida.[2]
- 1980.- Premio Nacional del Libro por The Green Ripper.[3]